# Uitvoerend producent
Een uitvoerend producent (soms afgekort als UP) is een managementsfunctie in de kunstwereld.
De uitvoerend producent is samen met de line producer verantwoordelijk voor het maken van een televisie-, film- of theaterproductie. Hij zorgt voor het ontwerp, het format en de inhoud van het programma. 
Taken die daarbij komen kijken zijn bijvoorbeeld het maken van een productieplan en het coördineren van een productieteam. De uitvoerend producent is eindverantwoordelijk voor het uitvoeren van de productie. De uitvoerend producent helpt bovendien de line producer met het samenstellen en leiden van een productieteam. Daarnaast is het gebruikelijk dat de uitvoerend producent als aanspreekpunt voor belangrijke beslissingen dient.